# 국도 제73호선 (이란)
국도 제73호선(페르시아어: جاده 73, Road 73)은 이란 골레스탄주의 인체보런과 고르간을 서로 오가는 총 연장 75 km인 이란의 일반 국도 노선이다. 그러나 이 국도는 아시안 하이웨이 70호선의 일부이기도 하며, 해당 도로는 투르크메니스탄의 국경과도 인접해 있는 아칼라와 고르간을 주요 연결 도시로 이어진 상태이지만, 공통점으로 보면 같은 골레스탄주를 중심으로 연결되어 있는 것으로 드러난다. 다만 이 국도는 이란에서 53번 국도 다음으로 두 번째로 짧은 국도 노선이기도 하다.